# Едоардо Рея
Едоардо Рея (італ. Edoardo Reja, нар. 10 жовтня 1945, Горіція) — колишній італійський футболіст, що грав на позиції півзахисника. По завершенні ігрової кар'єри — футбольний тренер. З 2019 року очолює тренерський штаб збірної Албанії.

## Ігрова кар'єра
Едоардо Рея розпочав кар'єру в клубі СПАЛ, куди він потрапив у юному віці завдяки тренеру Паоло Мацці, який помітив гравця. У 1963 році він дебютував у Серії А. За рік до нього в клубі дебютував Фабіо Капелло, який згодом також став тренером. Ще два роки Рея виступав за Прімаверу СПАЛа в молодіжному чемпіонаті Італії. З 1965 року він став твердим гравцем основи команди, а також викликався до складу збірної Італії до 23 років.

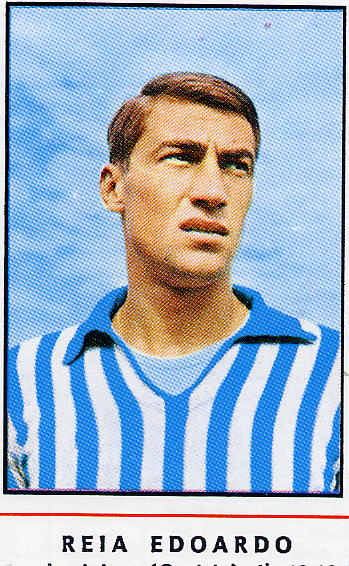
Едоардо Рея 1965 року під час виступів за СПАЛ

У 1968 році Едоардо перейшов в «Палермо». Відіграв за клуб зі столиці Сицилії наступні п'ять сезонів своєї ігрової кар'єри. Більшість часу, проведеного у складі «Палермо», був основним гравцем команди.
Протягом 1973—1976 років захищав кольори клубу «Алессандрія».
Завершив професійну ігрову кар'єру у клубі «Беневенто», за команду якого виступав протягом 1976—1977 років.

## Кар'єра тренера
Розпочав тренерську кар'єру невдовзі по завершенні кар'єри гравця, 1979 року, очоливши тренерський штаб «Молінелли», яка виступала в Серії D. Роком пізніше він тренував клуб Серії С2 «Монселіче». Потім Едуардо працював з нижчоліговими клубами «Порденоне», «Про Горіція», «Тревізо», «Местре» та «Варезе».
У 1989 році Рея очолив свій перший клуб у Серії Б «Пескару». Пізніше він очолював інші команди другого італійського дивізіону: «Козенцу», з якою зайняв 5-е місце в Серії В, та «Лечче».
У 1996 році Рея очолив «Брешію», яку вивів у Серію А у 1997 році. Однак Едоардо вирішив не продовжувати роботу з клубом і очолив «Торіно», разом з яким зайняв 5 місце в Серії Б. У наступному сезоні Рея тренував «Віченцу», але в першому ж сезоні посів з клубом 18 місце і вилетів з вищого італійського дивізіону. Але вже на наступний рік знову вивів клуб у серію А, зайнявши 1 місце у другому дивізіоні. Однак Рея знову не допоміг «Віченці» утриматися в Серії А: клуб зайняв 16 місце і вилетів з вищого дивізіону.
У 2001 році Рея став тренером «Дженоа» замість Франко Скольйо. Його робота з цією командою була недовгою: він очолював клуб протягом 8 ігор, з яких генуезці 4 рази програли і 4 звели внічию, не вигравши жодного матчу. На наступний сезон Рея був призначений тренером «Катанії» за кілька турів до фінішу, замінивши Джона Тошака. Йому було поставлено завдання зберегти прописку" команди в Серії Б. З цим завданням Рея не впорався, хоча і допоміг клубу виграти 2 матчі.
В листопаді 2003 року Едоардо очолив «Кальярі». Рея привів команду до завоювання 2 місця в Серії Б. При цьому його клуб демонстрував готстроатакуючий футбол: клуб забив найбільше м'ячів у лізі — 80 голів, проте захист команди грала не дуже вдало, пропустивши 51 м'яч, за цим показником команда посіла лише 8-9 місце. Незважаючи на вдалий виступ, контракт з Реєю не був продовжений.

Едоардо Рея 1970 року під час виступів за «Палермо»

У січні 2005 року Рея був призначений головним тренером «Наполі», який виступав у Серії С1, замінивши вдруге в кар'єрі Джамп'єро Вентуру; перший раз був у попередній команді Едоардо — «Кальярі». Незважаючи на те, що клуб комплектувався, в основному, досить молодими гравцями, Рея в першому ж сезоні зайняв з командою 3 місце і брав участь в матчах плей-офф. У наступному сезоні Едоардо вивів клуб у Серію Б, при цьому команда відразу впевнено посіла лідерство в першості, в підсумковій таблиці випередивши найближчого переслідувача на 13 очок. У сезоні 2006/2007 «Наполі» зайняв друге місце в Серії Б, поступившись лише «Ювентус», і вийшов у Серію А. Цікаво, що клуб грав у захисній манері, в основному на контратаках, пропустивши менше всіх у лізі. У першому ж сезоні у вищій лізі Рея привів клуб до 8 місця і пробився в Кубок Інтертото, який став першим єврокубковим досвідом тренера. Клуб у тому сезоні переміг всі провідні італійські клуби — «Інтернаціонале», «Мілан», «Ювентус», а також зіграв внічию з «Ромою». Через рік Рея виграв Кубок Інтертото і дебютував у Кубку УЄФА, де, пройшовши кваліфікацію, програв у першому колі «Бенфіці». 10 березня 2009 року, після 9 матчів, в яких клуб набрав лише 2 очки, Рея був звільнений зі свого поста, його замінив Роберто Донадоні. На посаді тренера «азурри» Рея пропрацював 4,5 року, під його керівництвом клуб провів 188 ігор.
18 серпня 2009 року Рея очолив хорватський «Хайдук», уклавши контракт на 2 роки. Взимку 2010 року Реї надійшла пропозиція від римського «Лаціо». 10 лютого Едоардо очолив клуб, який на момент його призначення займав 18-е місце. За підсумками сезону Рея привів команду до 12 місця в Серії А. У сезоні 2010/11 «Лаціо» під керівництвом Реї встановив новий клубний рекорд, набравши найбільшу кількість очок в стартових матчах в історії команди. За підсумками сезону «Лаціо» посів п'яте місце, а сам наставник продовжив контракт з клубом на рік. На початку сезону 2011/12 «Лаціо» в перших двох зустрічах набрав лише очко, після чого Рея подав у відставку, але її не прийняв президент клубу Клаудіо Лотіто. По завершенні сезону Рея все ж покинув римський клуб.
4 січня 2014 року Рея знову очолив «Лаціо», який тренував до кінця сезону.
4 березня 2015 року призначений головним тренером «Аталанти». Змінив на цьому посту Стефано Колантуоно. До кінця сезону провів на чолі бергамської команди 13 ігор чемпіонату, здобувши 14 очок (2 перемоги, 8 нічиїх та 3 поразки), чого виявилося достатнім аби «Аталанта» забезпечила собі 17 місце турнірної таблиці, тобто сберегла за собою місце в Серії A. Наступного сезону очолювана ним команда суттєво покращила результати, сягнувши 13-го рядка турнірної таблиці, проте по його завершенні Рея залишив «Аталанту».
Після декількарічної перерви в кар'єрі 17 квітня 2019 року 73-річний фахівець погодився очолити тренерський штаб національної збірної Албанії, з якого попереднього місяця був звільнений його земляк Крістіан Пануччі. Тренерський контракт було початково розраховано на сім місяців, утім згодом Федерація футболу Албанії ініціювала його подовження з огляду на суттєве покращення результатів збірної команди під новим керівництвом.